# Ivo Pelay
Guillermo Juan Robustiano Pichot, conocido como Ivo Pelay (La Plata, 5 de mayo de 1893 - Buenos Aires, 28 de agosto de 1959) fue un poeta, autor teatral y periodista argentino.
Nominado al Latin Grammy en 2001 por Mejor Canción escrita para un medio audiovisual por su legado en la composición de Se dice de mí.

## Carrera
El 7 de julio de 1911 se estrenó en el Teatro Nacional su obra debut, "Mala vida". Luego de esto, fue un prolífico autor de todo tipo de piezas teatrales, como sainetes, comedias, comedias musicales, dramas y teatro de revistas. En muchos casos escribió en colaboración con importantes autores de la época, como Florentino Iriarte, Antonio Botta, Alberto Ballestero, Ricardo Hicken, Francisco Payá, Pascual Contursi, Francisco Canaro, entre otros.
En algunos casos compuso canciones para sus obras de teatro, teniendo en su haber más de cien canciones. La primera de estas fue en tango "A mí lo mesmo me da", de 1921, con música de Manuel Jovés. Compuso junto a grandes artistas de la época, como Gerardo Matos Rodríguez, y logró la mayor cantidad de éxitos musicales en sus composiciones junto a Francisco Canaro: La Muchachada del Centro, Adiós Pampa mía, Niebla, Bajo el cielo azul, ¿Dónde hay un mango?, La Canción de los Barrios, La Milonga de Buenos Aires, Se dice de mí, entre otras.
Trabajó en el diario Crítica, y además colaboró en revistas. Se desempeñó en cine, dirigiendo en 1938 El diablo con faldas (donde actuó Florencio Parravicini) y también escribió para la radio.
En 2001 la adaptación de su composición musical Se dice de mí para la telenovela Yo soy Betty, la fea estuvo nominada al Latin Grammy por Mejor Canción Escrita Para Un Medio Audiovisual interpretado por la colombiana Yolanda Rayo.
Permanecería alejado de las pantallas tras ¡Qué noche de casamiento! Debido a la censura que caracterizó al régimen militar impuesto en 1955 cuando fue censurado.

## Filmografía
Guionista
- ¡Qué noche de casamiento! (1969)
- El novicio rebelde (1968)
- ¡Qué noche de casamiento! (1953)
- La campana nueva (1950)
- Rodríguez, supernumerario (1948)
- El diablo andaba en los choclos (1946)
- La canción de los barrios (1941)
- El haragán de la familia (1940)
- Madreselva (1938)
- El diablo con faldas (1938)

Se dice de mí en la banda sonora
- Almejas y mejillones (2000)
- Tango (1998)

Director
- El diablo con faldas (1938)

## Televisión
Guionista
- Llegan parientes de España (1965) (TV)

Se dice de mí en la banda sonora
- Yo soy Betty, la fea (1999) Serie

## Obras de teatro
La siguiente es una lista incompleta de obras:
- El Presupuesto
- Con permiso Señor Intendente
- El A.B.C.
- La ley del Embudo
- La revista de los 2 centavos
- De Siglo a Siglo
- Maidana
- Doña Francisquita "La Maleva"
- El Reino del Disparate
- Manzanilla y Mate Amargo
- La Donna E Móbile
- El Capitán Metralla
- Almanaque Porteño Ilustrado
- El Angelical Manuelito
- La Casa de los Borgia
- No forma parte del Trust
- Don Cándido Buenafe
- La Pulpería del Diablo
- Donde hubo Fuego, Cenizas quedan
- El Reverendo Catachín
- El Marido de mi Mujer
- Flores de Trapo
- Hembra
- El Fruto Prohibido
- El Bajo Belgrano
- La Bataclana y el Engominado
- La Musa del Arrabal
- Café Cantante
- Cataluña
- Doña Juana la Loca
- La Cumparsita
- Facundo (Teatro Nacional, 19 de abril de 1920), música incidental de Andrés Gaos Berea.
- Hay Baile en el Rancherío
- Hay que hacer Economía
- Linyera
- Mi otro marido
- Ropa Nueva, ropa Vieja
- Dueto Criollo
- La Honradez del Siglo
- La Porteña
- Quien te manda estar metido
- Los Muchachos del Baldío
- Alí Babá y los 40 Ladrones
- Bohemia Loca
- El Desconocido
- El Momento Universal
- La Ficha Blanca
- La Honradez del Amigo López
- La Vascongada: Pensión Barata
- ¡Pulgarín solo!
- Qual Piuma al Vento
- Ushuaia
- Buenos Aires Chic, o, París Reo
- De Puente Alsina a Montmartre
- El viudo alegre
- Balconeando la Ciudad
- Mal de amores
- El Muchacho de la Orquesta
- Dos Corazones
- La Madre María
- Sentimiento Gaucho
- Buenos Aires de ayer y hoy
- Rodríguez Supernumerario
- Rascacielos
- Judío
- Llegaron parientes de España
- La Muchachada del Centro
- La Canción de los Barrios
- Jesús, María y el otro
- El Desconocido
- Pantalones largos
- Burro de carga